# Kneaze-Hrîhorivka, Velîka Lepetîha
Kneaze-Hrîhorivka (în ucraineană Князе-Григорівка) este localitatea de reședință a comunei Kneaze-Hrîhorivka din raionul Velîka Lepetîha, regiunea Herson, Ucraina.

## Demografie
Componența lingvistică a localității Kneaze-Hrîhorivka
     Ucraineană (95,27%)
     Rusă (3,29%)
     Alte limbi (0,1%)
Conform recensământului din 2001, majoritatea populației localității Kneaze-Hrîhorivka era vorbitoare de ucraineană (95,27%), existând în minoritate și vorbitori de rusă (3,29%) și armeană (1,34%).